# Дальняя Гатка
Дальняя Гатка — посёлок в Большесолдатском районе Курской области России. Входит в Волоконский сельсовет.

## География
Посёлок находится в 61 километрах к юго-западу от Курска, в 13 километрах к северу от районного центра — села Большое Солдатское, в 2 км oт Волоконска (центр сельсовета).

## Население
| 2002 | 2010 |
| ---- | ---- |
| 52   | ↘42  |

## Транспорт
Дальняя Гатка находится в 10 км oт автодороги регионального значения 38К-004 (Дьяконово — Суджа — граница с Украиной), на автодороге межмуниципального значения 38Н-084 (38К-004 — Волоконск), в 12 км от ближайшего ж/д остановочного пункта Анастасьевка (линия Льгов I — Подкосылев).